# Ester Muñoz
Ester Muñoz de la Iglesia, née le 13 juin 1985 à León, est une femme politique espagnole membre du Parti populaire (PP), dont elle est porte-parole du groupe parlementaire au Congrès depuis 2025.

## Vie privée
Ester Muñoz de la Iglesia naît le 13 juin 1985 à León. Aînée d'une fratrie de quatre, elle est issue d'une famille originaire de Valencia de Don Juan.

## Formation et vie professionnelle
C'est à l'université de La Corogne qu'Ester Muñoz débute ses études en droit, qu'elle conclut à l'université de León par l'obtention d'une licence. Elle complète son cursus par un master en droit international à l'université de Murcie.
Elle travaille ensuite comme avocate à León puis comme commerciale à Madrid.

## Parcours politique

### Sénatrice
En 2003, Ester Muñoz adhère au Parti populaire (PP) et intègre les Nouvelles générations (NNGG), le mouvement de jeunesse du parti. Elle intègre ensuite l'équipe des salariés du PP au siège national, rue de Gênes à Madrid, et travaille au sein du groupe chargé des données personnelles.
Elle est choisie en 2012 comme directrice de cabinet du vice-secrétaire général à l'Organisation et aux Élections, d'abord Carlos Floriano puis Fernando Martínez-Maíllo. Lors des élections générales du 20 décembre 2015, elle est élue sénatrice de la circonscription de León. À la chambre haute des Cortes Generales, elle est notamment porte-parole du groupe populaire à la commission de la Justice.

### En Castille-et-León
En raison de ses désaccords avec le secrétaire général du PP Teodoro García Egea, Ester Muñoz est exclue des listes de candidats aux élections générales anticipées du 28 avril 2019. Elle tente sans succès d'intégrer l'équipe des collaborateurs du nouveau maire de Madrid José Luis Martínez-Almeida et se voit finalement recrutée au cabinet du président de la Junte de Castille-et-León Alfonso Fernández Mañueco.
En octobre 2021, elle est nommée délégué territoriale de la Junte de Castille-et-León dans la province de León. Ayant participé à l'équipe de campagne d'Alfonso Fernández Mañueco lors des élections régionales anticipées du 13 février 2022, elle est élue le 26 novembre présidente du Parti populaire de la province de León à l'unanimité du comité provincial en remplacement du sénateur Javier Santiago Vélez, démissionnaire après seulement 15 mois en fonction.

### Députée
Ester Muñoz est investie le 12 juin 2023 tête de liste du Parti populaire au Congrès des députés dans la circonscription de León pour les élections générales anticipées du 23 juillet 2023. Elle renonce en conséquence à ses fonctions de déléguée territoriale du gouvernement autonomique. Le 30 novembre, le président du PP Alberto Núñez Feijóo la nomme vice-secrétaire générale déléguée à la Santé et à l'Éducation à l'occasion d'une réorganisation du comité de direction.
Le 2 juillet 2025, dans la perspective du XXIe congrès du Parti populaire, Alberto Núñez Feijóo indique qu'Ester Muñoz sera la prochaine porte-parole du groupe populaire au Congrès des députés en remplacement de Miguel Tellado, appelé à devenir secrétaire général du PP. Elle prend ses fonctions cinq jours plus tard. Du fait de ses nouvelles responsabilités, elle décide de renoncer à la présidence du PP dans la province de León le 21 juillet, qui est confiée à titre transitoire au conseiller à l'Environnement de la Junte de Castille-et-León Juan Carlos Suárez-Quiñones (es).